# Gennaios Kolokotronis

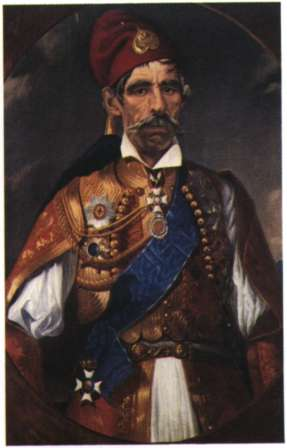
Gennaios Kolokotronis.

Ioannis “Gennaios” Kolokotronis (en griego: Γενναίος Κολοκοτρώνης) (1803 - 1868) era el hijo de Theodoros Kolokotronis. Obtuvo el nombre de “Gennaioos” (en griego: “valiente”) durante la Guerra de independencia de Grecia. Fue primer ministro de Grecia en 1862.
- Datos: Q1243847
- Multimedia: Gennaios Kolokotronis / Q1243847